# Uppsalai Egyetem
Az Uppsalai Egyetem (svédül: Uppsala universitet, latinul: Universitas Regia Upsaliensis) svéd felsőfokú oktatási intézmény, a legrégibb  egyetem Skandináviában.

## Története
1477-ben I. Sten Sture kormányzó és Jakob Ulfsson katolikus érsek alapította meg Skandinávia legrégebbi egyetemét. IV. Szixtusz pápa 1477. február 27-én kiadta a pápai bullát, amellyel jóváhagyta a létesítményt. 
Fontos példakép volt a Bolognai Egyetem.
Az egyetem 1477. október 7-én kezdte meg a tanítást.
1620 és 1780 között volt az egyetem virágkora.
Az centenáriumra, 1877-ben felépült az egyetem új főépülete.
Ellen Fries történész volt az első nő Skandináviában, aki itt 1883-ban doktorált.

## Fakultások
- Bölcsészet- és Társadalomtudományok 
  - Teológiai Kar
  - Jogtudományi Kar
  - Történelem és Filozófia  Kar
  - Nyelvtudományi Kar
  - Társadalomtudományi Kar
  - Pedagógiai Kar
- Orvos- és Gyógyszerésztudományok
  - Orvostudományi Kar
  - Gyógyszertudományi Kar
- Technika és  Természettudományok
  - Technikai és Természettudományi Kar

## A könyvtár
A történelmi könyvek egy része Németországból származnak, a harmincéves háború kifosztott művészeteként került Svédországba mint például a Julius Echter von Mespelbrunn könyvtára a marienbergi erődből.
Más könyvek Nicolaus Copernikusztól s svéd–lengyel háborúkból származnak.

## Híres tanára
- Bárány Róbert (1876–1936) Nobel-díjas fül-orr-gégész

## Ismert végzősök
- Anders Jonas Ångström (1814–1874), fizikus, a színképelemzés (spektroszkópia) egyik megalapítója, az ångström  hosszúságegység névadója
- Peter Artedi (1705–1735), természettudós, „az ichthiológia atyja“
- Carl Michael Bellman (1740–1795), költő
- Harald Bergström (1908–2001), matematikus
- Karin Boye (1900–1941), író
- Anders Celsius (1701–1744), természettudós, csillagász, a Celsius-skála megalkotója
- Gustaf Fröding (1860–1911), költő
- Dag Hammarskjöld (1905–1961), Nobel-békedíjas diplomata, az ENSZ második főtitkára
- Andreas Heldmann (1688–1770), erdélyi szász történész, nyelvész
- Salomon Eberhard Henschen (1847–1930), orvos
- XVI. Károly Gusztáv (* 1946), svéd király
- Carl von Linné (1707–1778), természettudós, orvos és botanikus
- Håkan Nesser (* 1950), író
- Jenny Ohlsson, diplomata
- Christopher Polhem (1661–1751), gépészmérnök, feltaláló, „a svéd mechanika atyja”
- Gustaf Einar Du Rietz (1895–1967), botanikus
- Id. Olof Rudbeck (1630–1702), botanikus és orvos, a nyirokkeringés feltallála
- Harald Sandberg (* 1950), diplomata
- Kai Siegbahn (1918–2007), Nobel-díjas fizikus

## Fordítás

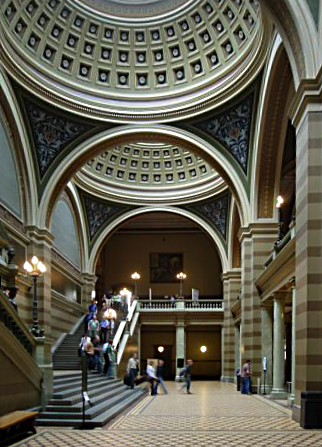
Az új főépület előcsarnoka

- Ez a szócikk részben vagy egészben  az   Universität Uppsala című német Wikipédia-szócikk fordításán alapul.  Az eredeti cikk szerkesztőit annak laptörténete sorolja fel. Ez a jelzés csupán a megfogalmazás eredetét és a szerzői jogokat jelzi, nem szolgál a cikkben szereplő információk forrásmegjelöléseként.